# 트립호스트
트립호스트(영어: TRIP HOST)는 2024년 11월에 출범하는 숙박 공유 서비스 플랫폼으로, 사용자들이 자신의 방, 집, 별장 등 다양한 숙소를 단기 및 장기로 임대 할 수 있는 기회를 제공하며 예비 호스트를 위한 동남아 부동산 계약, 운영을 위한 주택 및 시설 안전관리 등 동남아에 상주하지 않는 호스트들을 위한 서비스까지 제공한다. 에어비앤비와 유사한 시스템을 통해 여행객들은 편리하고 저렴한 가격으로 특별한 숙소를 찾아 이용할 수 있다.

## 역사
2024년 6월부터 9월까지 테스트 고객층을 확보하고, 사전 리뷰 테스트를 통해 다양한 피드백을 수집하여 서비스 품질을 확보하였다. 2024년 10월 31일에 공식 출시를 발표하였으며, 같은 해 11월 초부터 홈페이지, 구글플레이, 앱스토어를 통해 사용자들에게 서비스를 제공하였다.

## 이용방법
트립호스트는 에어비앤비와 유사한 방식으로 운영된다.
트립호스트의 호스트는 본인 소유 주택 혹은 전대차 계약을 통해 숙소를 등록하며, 트립호스트의 안내를 따라 임대 조건을 설정한다. 호스트는 자신의 숙소를 관리하고, 필요한 경우 요금을 조정할 수 있는 권한을 가진다. 이를 통해 호스트는 안정적인 수익을 창출할 수 있다.
호스트가 숙소를 등록하면, 이용객들은 원하는 조건과 가격에 맞는 숙소를 쉽게 검색하고 예약할 수 있다. 모든 과정은 인터넷과 스마트폰을 통해 진행되며, 사용자 친화적인 인터페이스로 편리함을 제공한다. 이와 같은 시스템은 여행자들에게 다양한 선택지를 제공하여 보다 만족스러운 여행 경험을 선사한다.

## 특징
- 빠른 예약 시스템: 즉각적인 예약을 통해 고객의 시간을 절약할 수 있다.
- 자동 예약 확인 기능: 호스트가 수익을 놓치지 않도록 자동으로 예약을 확인해주는 시스템.
- 데이터 분석: 시장 트렌드, 비즈니스 상황, 고객 리뷰를 한눈에 파악할 수 있는 데이터 분석을 통한 소비자 선호도 조사로 다각적 방면의 피드백과 개선을 통해 예약률과 수익률을 증가시키는 프로그램을 갖춰 안정적인 사업성을 가지고 있다. 뿐만 아니라 게스트의 숙박 후 숙소의 위생상태, 파손 및 훼손 정도를 공유하여 정도가 심한 게스트의 추후 숙박예약을 피하게끔하여 재산의 손실을 방지하여 운영한다.
- 호스트 지원: 업계 전문가들의 경험과 지식을 활용하여 성공적인 비즈니스를 위한 다양한 지원을 제공한다. 슈퍼호스트들의 조언 및 멘토링, 부동산중개 및 협의 등 동종 업계 종사자의 노하우를 바탕으로 업계추세에 맞춰 운영한다.
- 24시간 파트너 지원 서비스: 호스트와 고객을 위한 연중무휴 지원 서비스를 제공한다.
- 각 분야 전문업체 협력: 각 분야별 전문업체의 조언 및 협력으로 높은 소비자 만족도를 보여주며 재예약률의 선호도를 증가시킨다.
  - Hanvico 외 5곳: 1000개 이상의 3~6성급 호텔과 리조트에 공급되는 침구류로 잠자리가 예민한 게스틀의 마음을 사로잡아 재예약률을 높이는데 있어 좋은 성과를 보이고있다.
  - bTaskee 외 3곳: 전문 청소업체의 협력으로 침구류의 집먼지진드기, 모기, 바퀴벌레등 해 충과 화장실, 주방등 위생상태 관리에 집중하여 깨끗한 숙소가 유지될 수 있게 도와준다.
  - ISSAC SECURITY 외 6곳: 24시간 경비 업체를 지원하여 무단 침입 및 도난등에 대한 cctv와 화재 및 소방사고에 대한 긴급출동 서비스를 지원한다.

## 기타
추가적으로 트립호스트는 숙박관련산업뿐만 아니라 항공, 렌트카, 패키지여행 등 동남아 전역의 관광산업으로 사업을 확장할 계획을 가지고 있다.
- 2025년 6월 ~ 숙박, 부동산 산업 확장
- 2025년 10 월 ~ 항공 및 렌트 산업 확장
- 2026년 3월 ~ 투어 및 보험 산업 확장